# Claes Adam Wachtmeister

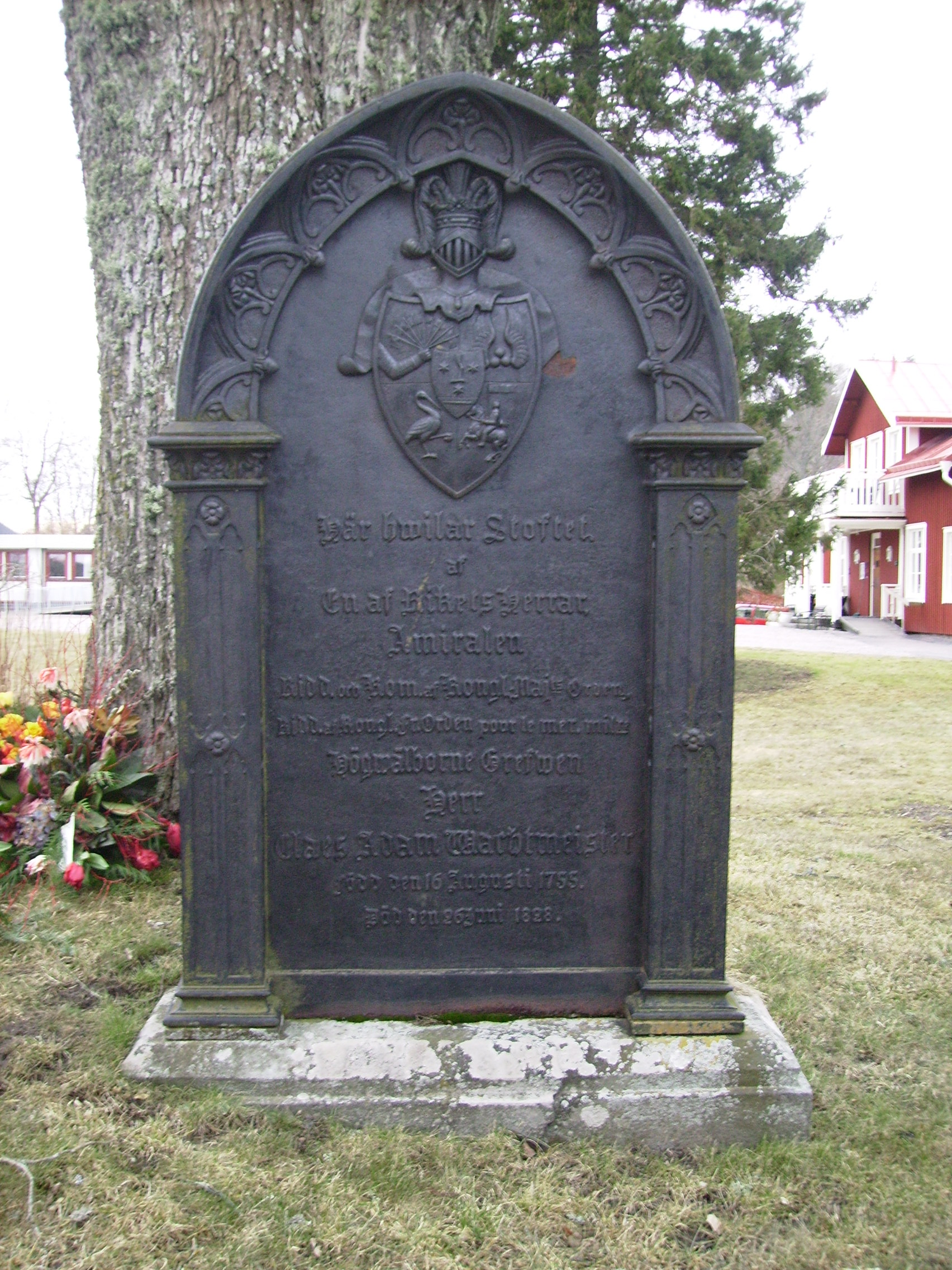
Claes Adam Wachtmeisters grav på Frustuna kyrkogård.

Claes Adam Wachtmeister (af Johannishus), född 16 augusti 1755 i Karlskrona, död 26 juni 1828 på Södertuna slott, Frustuna socken, Södermanlands län, var en svensk greve, en av rikets herrar och amiral.

## Familj
Claes Adam Wachtmeister var son till majoren vid kavalleriet, greve Carl Wachtmeister och Hilda Birgitta Trolle samt bror till Hans Fredrik Wachtmeister (1752–1807), Carl Axel Wachtmeister (1754–1810) och Gustaf Wachtmeister (1757–1826). År 1791 köpte han Lärjeholms gård i Göteborg. Han gifte sig den 23 september 1792 i Göteborg med Christina Hall, dotter till grosshandlaren John Hall och Christina Gothén. I äktenskapet föddes två barn:
- Carl Johan, 1793–1843, generaladjutant, gift med Francese Lovisa von Rehausen och ägare till Marsvinsholms slott i Skåne
- Christina Hilda, 1796–1871, gift med statsrådet friherre Bror Gustaf Albrekt Cederström

## Karriär
Wachtmeister var överste och chef för avantgardet i hertig Karls flotta under slaget vid Hogland den 17 juli 1788, och hade sitt befälstecken på skeppet Prins Gustaf, där brodern Hans Wachtmeister kommenderade fartyget. Efter en strid på fem timmar mot fyra ryska skepp blev fartyget, som isolerats från resten av avantgardet, övermannat. Wachtmeister blev tillfångatagen tillsammans med de andra. Återkommen till Sverige utnämndes han till amiral och tjänstgjorde från 1799 till 1801 som befälhavande amiral i Karlskrona. 
År 1801 blev Wachtmeister anklagad för att ha försummat svenska flottans avsändande i rätt tid till Köpenhamn för att förstärka den danska flottan. Köpenhamn hotades från brittiskt håll och den 2 april 1801 utdelade Horatio Nelson ett slag mot den danska huvudstaden.
Claes Adam Wachtmeister rehabiliterades 1802 och tog avsked 1803. Han återfinns på en målning av Per Krafft d.y. (1807).
August Giron karakteriserar honom som "en impulsiv och självrådig natur men en man med vilja att ta ansvar. Han ägde ett praktiskt handlag och var erkännsam mot sina underlydande".

### Utmärkelser[4]
- Riddare och Kommendör av Kungl. Maj:s Orden (Serafimerorden)
- Kommendör av Svärdsorden
- Riddare av Franska Militärförtjänstorden - 21 december 1778